# Hôtel de ville de Jargeau

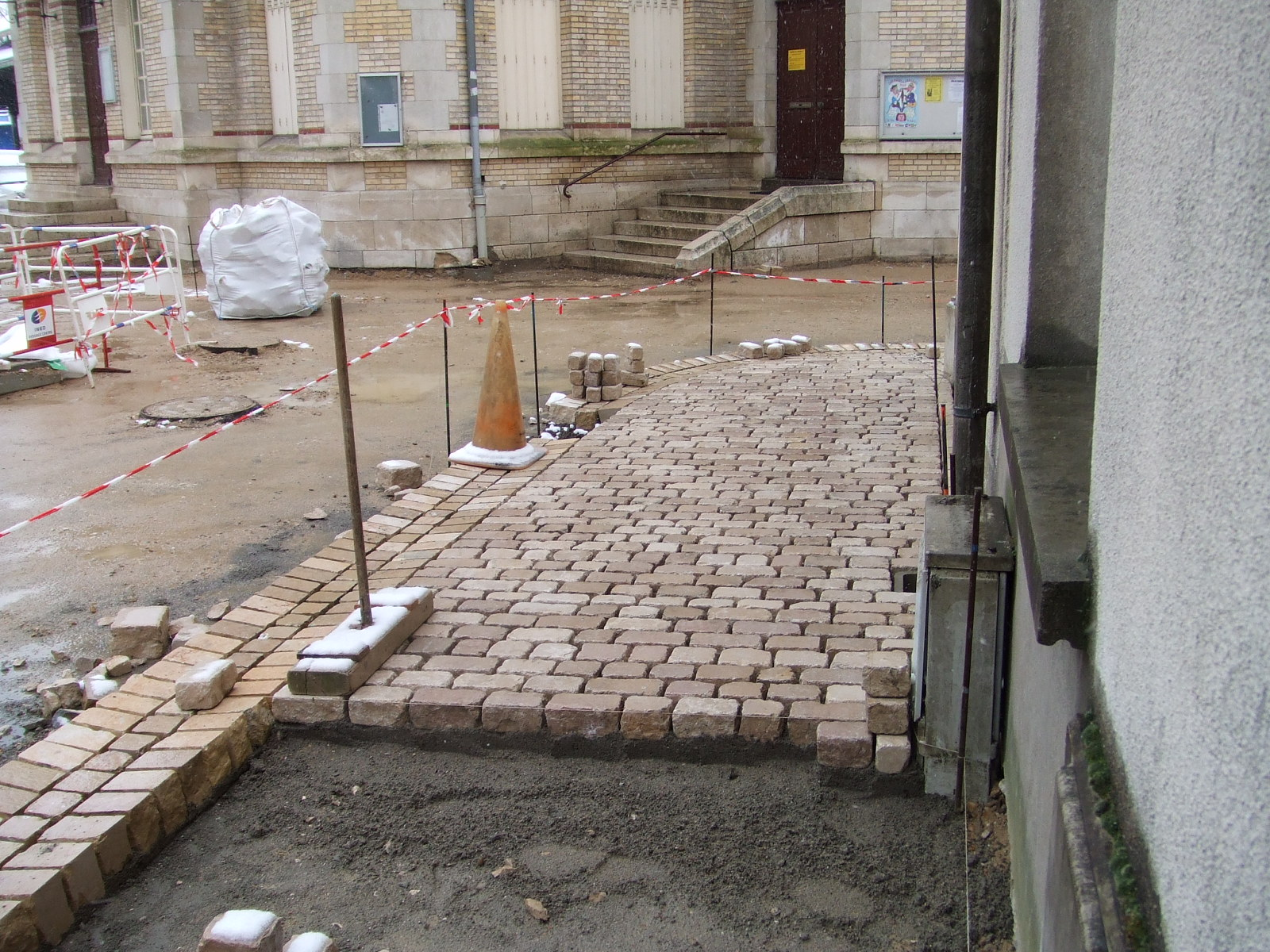
Réfection de la place de la mairie (place du Grand-Cloître) en 2006

L’hôtel de ville de Jargeau est l'hôtel de ville de la commune française de Jargeau située dans le département du Loiret et la région Centre-Val de Loire.

## Géographie
L'édifice est situé dans la région naturelle du val de Loire et l'aire urbaine d'Orléans, dans la commune de Jargeau, à l'angle de la place du Grand-Cloître et de la rue Gambetta, face à l'église Saint-Étienne.
Il se trouve dans le périmètre du val de Loire inscrit au patrimoine mondial de l'Unesco.

## Histoire
Le bâtiment actuel est le troisième édifice utilisé en tant que mairie de la ville. Au début du XIXe siècle, une bâtisse de la place du Petit-Cloître fait office de mairie jusqu'en 1833. Entre 1839 et 1842, l'architecte Brunet fait construire une nouvelle mairie place du Grand Cloitre. Elle est détruite pour laisser place à l'actuelle mairie.
La construction de l'actuelle mairie débuta en 1913, les travaux furent interrompus par la Première Guerre mondiale et achevés en 1922.
En 2007 et 2008, des transformations ont été entreprises  afin de mettre le bâtiment aux normes (sécurité et accès des handicapés).

## Architecture
L'hôtel de ville est un bâtiment de pierre avec brique en remplissage possédant un étage et un sous-sol, un dôme polygonal et un toit à longs pans couvert d'ardoises.

## Administration

### Époque contemporaine
À la Révolution française, on parle plutôt d'agents municipaux que de maires. Ils sont élus au suffrage direct, pour une durée de deux ans, uniquement par les hommes actifs de la commune. Jargeau compte six maires différents pendant la Révolution française. Tous n'assure qu'un mandat, à l'exception de Joseph Galland qui semble en avoir enchainé trois. Les six mandats sont assurés par, de février 1790 à juin 1790, Étienne Ducloux ; de juillet 1790 à 1791, Denis Pichet ; de 1791 à 1792, Pierre Gaujard ; de 1792 à 1797, Joseph Galland ; de 1797 à 1798, Jean-Paul Decouzu ; et de 1798 à 1799, Jules Chartier.
Au cours de la période comprenant le Consulat, le Premier Empire, la Restauration et la Monarchie de Juillet, le maire gergolien est nommé et non élu, par le préfet du Loiret. Jules Chartier qui avait commencé son mandat pendant la Révolution le poursuit après le coup d'État du 18 Brumaire de 1799 à 1801. Il est remplacé par Charles Maubert qui achève son mandat avec le Consulat de 1801 à 1804. M. Heme-Petitet (prénom inconnu) est le premier maire gergolien sous l'Empire de 1804 à 1806. Il est suivi par Simon-Joseph Fouqueau qui reste en place de 1806 à 1814, année de l'abdication de Napoléon Bonaparte et de  départ pour l'île d'Elbe. M. Heme-Petitet reprend sa place de maire au retour de la monarchie, il reste en place de 1814 à 1816 puis revient de 1843 à 1845. Simon-Joseph Fouqueau qui était maire de Jargeau à la fin du premier Empire reprend du service pour dix années de 1816 à 1826. Les huit mandats de la période sont les suivants : 1814-1816, Heme-Petitet ; 1816-1826, Simon-Joseph Fouqueau ; 1826-1829, Denis Pichet ; 1829-1836, Durand Jean François Henri (baron d'Empire); 1836-1838, Jacques-Édouard Fouquet-Gaujard ; 1838-1843, Valère Durand ; 1843-1845, Heme-Petitet ; 1845-1848, Eustache Damond-Lucet. M. Durand Jean François Henri (baron d'Empire) élu de 1829 à 1836 et Valère Durand, élu de 1838 à 1843, sont probablement une seule et même personne.
Sous la Deuxième République, le maire est élu au suffrage indirect par le conseil municipal. Un seul et unique mandat a été honoré pendant cette courte période, de 1848 à 1851, par Eustache Damond-Lucet.
Sous le Second Empire - à partir de 1856 - le maire est nommé par le préfet pour cinq ans. Qquatre maires différents sont nommés pendant cette période dont Eustache Damond-Lucet qui effectua, en plus du mandat qu'il avait honoré sous la Deuxième République, deux mandats non consécutifs. Ce dernier est donc resté 10 années à la tête de la ville. Les cing mandats sont assurés par, de 1852 à 1853, Eustache Damond-Lucet ; de 1853 à 1856, Théodore Desbordes ; de 1856 à 1861, Eustache Damond-Lucet ; de 1861 à 1863, Armand Choinet ; et de 1863 à 1870, Ambroise Delasalle-Bacouel.
Sous la Troisième République, le maire est élu par le conseil municipal pour une durée de six ans. Cinq maires différents se succèdent, à noter, les deux mandats de Louis Poignard-Heau et le long mandat du premier maire gergolien du XXe siècle, Albert Serin-Moulin, élu de 1900 à 1943. Les six mandats de la période sont les suivants : de 1870 à 1874, Ambroise Delasalle-Bacouel ; de 1874 à 1881, Prosper Lebigue ; de 1881 à 1887, Louis Poignard-Heau ; de 1887 à 1890, Louis Dupuis-Houdre ; de 1890 à 1900, Louis Poignard-Heau ; et de 1900 à 1940, Albert Serin-Moulin.
Albert Serin-Moulin achève ses 44 années au poste de maire sous le régime de Vichy (1943), il est remplacé par Octave Piédon, en place jusqu'à la fin de la Seconde Guerre mondiale (1944). Les noms d'Octave Piédon et d'Albert Serin-Moulin ont été donnés à des rues de Jargeau.
Six maires se sont succédé depuis la fin de la Seconde Guerre mondiale. Au sortir de la guerre et durant le début de le début de la Quatrième République, le médecin Étienne Charlot demeure en place trois années ; le notaire de la ville, Jacques Piédon reste en place 12 ans jusqu'au début de la Cinquième République ; le charcutier André Degraeve et l'arboriculteur François Landré assurent 18 ans chacun, alors que le notaire Thierry Brunet, reste en place  durant 13 années. En mars 2008, ce dernier est battu par Jean-Marc Gibey qui devient le 27e maire de la ville depuis la Révolution française et le quatrième sous la Cinquième République.
| Période   | Identité        | Qualité                 | Parti |
| --------- | --------------- | ----------------------- | ----- |
| 1944-1947 | Étienne Charlot | médecin                 | -     |
| 1947-1959 | Jacques Piédon  | notaire                 | -     |
| 1959-1977 | André Degraeve  | charcutier              | -     |
| 1977-1995 | François Landré | arboriculteur           | UDF   |
| 1995-2008 | Thierry Brunet  | notaire                 | DVD   |
| 2008-2020 | Jean-Marc Gibey | ingénieur               | PS    |
| 2020-     | Sophie Héron    | responsable de services | PS    |

### Mandats les plus longs
Albert Serin-Moulin est resté 44 années consécutivement maire de Jargeau, c'est, à ce jour, le plus long mandat qu'ait effectué un maire gergolien. Sous la Cinquième République, André Degraeve et François Landré ont chacun honoré trois mandats consécutifs (18 ans).
| Identité                                             | Durée (années) | Période                                   |
| ---------------------------------------------------- | -------------- | ----------------------------------------- |
| Albert Serin-Moulin                                  | 44             | 1900-1944                                 |
| Simon-Joseph Fouqueau André Degraeve François Landré | 18             | 1806-1814 & 1816-1826 1959-1977 -1995     |
| Thierry Brunet                                       | 13             | 1995-2008                                 |
| Valère Durand Jacques Piédon Jean-Marc Gibey         | 12             | 1829-1836 & 1838-1843 1947-1959 2008-2020 |
| Ambroise Delasalle-Bacouel                           | 11             | 1863-1874                                 |
| Eustache Damond-Lucet                                | 10             | 1848-1853 & 1856-1861                     |

## Scrutins

### Quatrième République
1945, 1947 et 1953. Le 13 mai 1945, Étienne Charlot, déjà maire sous le Gouvernement provisoire, remporte la première des trois élections municipales gergoliennes de la Quatrième République. Il devient le premier maire de Jargeau élu par le vote des hommes et des femmes. Le 26 octobre 1947, Jacques Piédon lui succède, il sera réélu le 3 mai 1953.

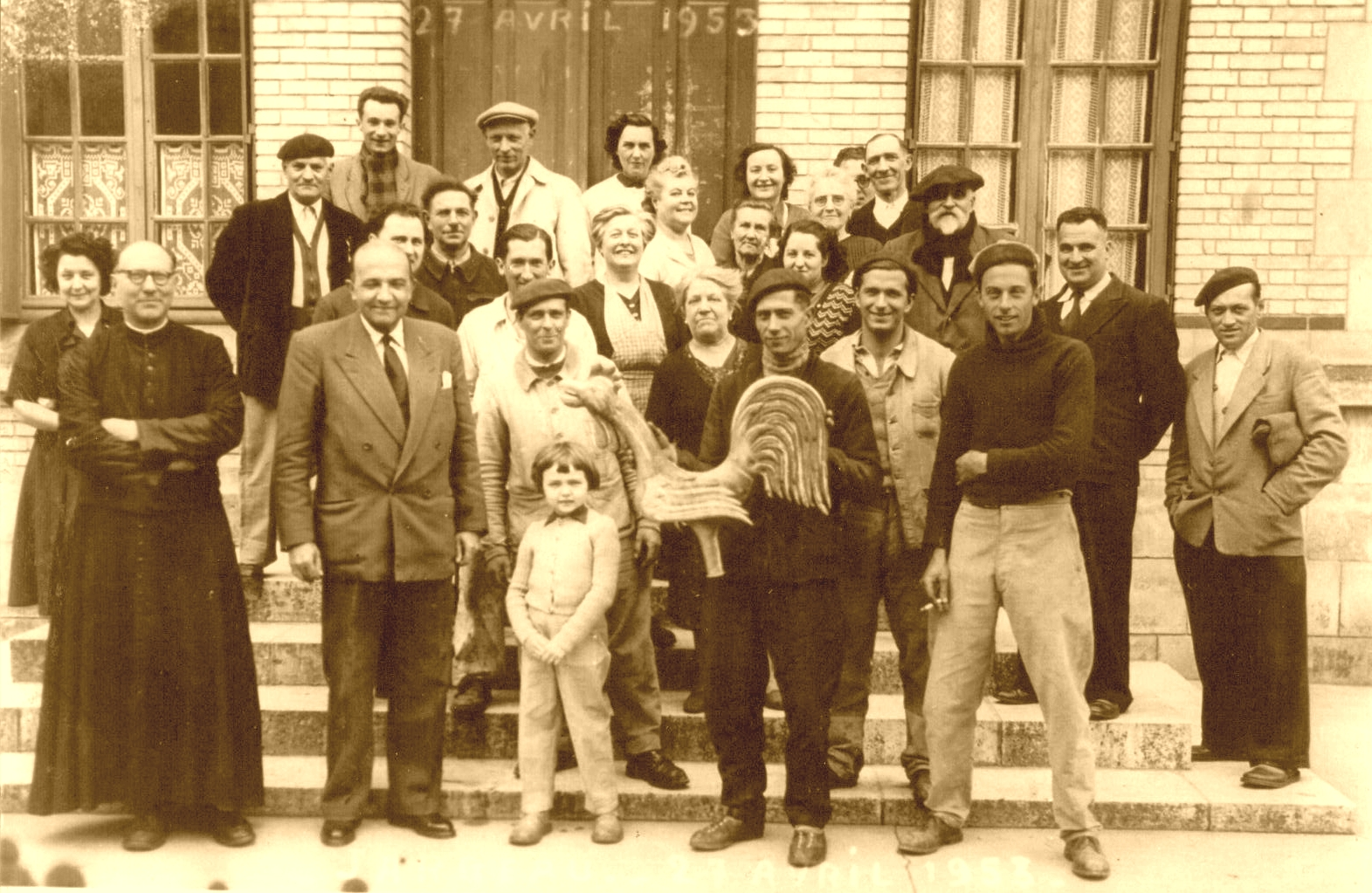
Quelques notables gergoliens sur les marches de la mairie. Jacques Piédon, notaire et maire de Jargeau en 1953, est en costume au 1er rang.

### Cinquième République
1959, 1965 et 1971. La première élection municipale de la Cinquième République voit la victoire d'André Degraeve, commerçant à Jargeau. Ce dernier restera en place pendant 18 ans en effectuant trois mandats consécutivement. Il fut en effet réélu les 21 mars 1965 et 21 mars 1971.
1977, 1983 et 1989. François Landré est élu maire de Jargeau le 20 mars 1977, il sera reconduit dans ses fonctions lors des élections municipales de 1983 et 1989. Les principaux faits marquants de ses mandats auront été, la construction du nouveau pont sur la Loire, la transformation de la Grande-Rue en rue piétonne, les jumelages avec les villes de Corsham (Royaume-Uni) et Reilingen (Allemagne) ou la pose d'une plaque commémorative au collège Clos-Ferbois, rappelant l'existence du camp d'internement de Jargeau pendant la Seconde Guerre mondiale. François Landré est resté à la tête de la ville pendant plus de 18 ans, du 20 mars 1977 au 18 juin 1995. Il ne s'est pas présenté à sa propre succession en 1995.
1995 et 2001. Le 18 juin 1995 a vu l'arrivée de Thierry Brunet (Divers droite) au poste de maire. Le 18 mars 2001, il est réélu pour un second mandat avec un score de 55,73 % des voix au second tour (948 voix) face au candidat PS, Jean-Louis Lejeune, 44,27 % des voix (753 voix). Le conseil municipal de la période 2001-2008 se composait de la manière suivante : Thierry Brunet, maire, chargé des finances ; Jackie Lecomte, 1er adjoint, chargé de l'économie, du commerce, du tourisme, de la culture, des fêtes, des associations et de la sécurité ;  Pierre Lambert, 2e adjoint, chargé des travaux, de la voirie et des chemins ruraux ; Didier Robineau, 3e adjoint, chargé des affaires scolaires, du conseil municipal des enfants et de l'information ; Dominique Parsigneau, 4e adjointe, chargée de l'urbanisme, des espaces verts, de l'environnement ; Arlette Luton, 5e adjointe, chargée du social et du péri-scolaire ; Jean-Louis Charnelet puis Alain Margueritte, 6e adjoint, chargé des sports et de l'administration.
2008. Initialement programmées pour 2007, les élections municipales françaises ont finalement été reportées en mars 2008 afin de ne pas surcharger le calendrier électoral qui comportait déjà les deux tours de la présidentielle ainsi que les deux tours des législatives. À présent forte de plus de 4 300 habitants, Jargeau suit les règles électorales qui régissent les communes de plus de 3 500 habitants à savoir, un scrutin proportionnel de liste à deux tours (sans aucune modification possible de la liste). Trois listes se sont présentées aux élections municipales de Jargeau en mars 2008, conduites par Thierry Brunet (le maire sortant qui briguait un troisième mandat, Divers droite), liste Jargeau pour tous, Jean-Marc Gibey (PS-Verts), liste Jargeau, ensemble vers un nouvel horizon, et Nicolas Charnelet (MoDem), liste Osez avec nous. Au 1er tour, la participation est supérieure à la moyenne nationale (69 %). Le maire sortant DVD, Thierry Brunet arrive en tête avec 780 voix (39,12 %), Jean-Marc Gibey (PS-Verts) en seconde position, accusant un déficit de 105 voix à 675 voix (33,85 %), enfin, Nicolas Charnelet (MoDem) ferme la marche, à 241 voix du maire sortant et à 136 voix du candidat PS, avec 539 voix (27,03 %). Le second tour oppose la liste de Thierry Brunet à celle issue de la fusion entre les listes PS-Verts et MoDem. La participation est légèrement supérieure à celle du premier tour (51 votants de plus) et toujours supérieure à la moyenne nationale. Avec 54 % des voix, la liste PS-Verts-MoDem conduite par Jean-Marc Gibey l'emporte assez nettement (168 voix d'écart), mettant fin aux treize années de mandat de Thierry Brunet.
2014. Dans un climat national marqué une forte abstention et un recul du PS, la liste Vivre Jargeau avec vous conduite par le maire socialiste sortant est seule en lice et par conséquent élue dès le premier tour.
- Maire sortant : Jean-Marc Gibey (PS)
- 27 sièges à pourvoir (population légale 2011 : 4 483 habitants)

|                          | Jean-Marc Gibey * | DVG            | 1 062 | 100,00 | 27 |  |  |
|                          |                   |                |       |        |    |  |  |
| Inscrits                 | Inscrits          | Inscrits       | 3 117 | 100,00 |    |  |  |
| Abstentions              | Abstentions       | Abstentions    | 1 522 | 48,83  |    |  |  |
| Votants                  | Votants           | Votants        | 1 595 | 51,17  |    |  |  |
| Blancs et nuls           | Blancs et nuls    | Blancs et nuls | 533   | 33,42  |    |  |  |
| Exprimés                 | Exprimés          | Exprimés       | 1 062 | 66,58  |    |  |  |
| * Liste du maire sortant |                   |                |       |        |    |  |  |

## Composition du conseil municipal
Le conseil municipal compte 27 membres, tous issus de la liste majoritaire dont le maire et sept adjoints au maire chargés respectivement des finances et de la communication ; de la culture et des sports ; du social et de l'environnement ; de l'aménagement du territoire communal ; de l'éducation et de la jeunesse ; des travaux ; du commerce, de l'économie et du tourisme. Il n'y a pas d'opposition municipale est représentée par six élus.
Composition du conseil municipal de Jargeau :
Depuis 2005, la municipalité s'est dotée d'un conseil municipal des enfants. Seize écoliers de 9 à 13 ans sont élus pour deux ans parmi leurs pairs à l'école élémentaire et au collège Le Clos Ferbois.

## Divers
La municipalité de Jargeau édite régulièrement deux revues : le bulletin municipal qui parait au début de chaque année depuis 1972 et Jargeau Infos, un trimestriel. Elle possède également un site web actif depuis le 2 août 2001.
Un service de proximité de l'ANPE (Agence nationale pour l'emploi) ainsi que le siège social de l'association des villes johanniques sont installés dans la mairie de Jargeau.

## Pour approfondir